# Svartsot
Svartsot is een folkmetalband die in 2005 opgericht werd in Denemarken. De band zingt in het Deens en de teksten gaan voornamelijk over vrouwen, bier en noordse mythologie.

## Optredens
Svartsot werd al in 2006 gevraagd om op te treden met Deense bands, zoals Volbeat en Illdisposed. In 2008 mocht Svartsot mee met onder andere Týr, Alestorm en Heidevolk op de Ragnarök's Aaskereia-tour. Op 3 maart 2010 werd bekendgemaakt dat Svartsot mocht invallen voor Equilibrium op de Paganfest tour in Tilburg.

## Discografie
- 2006 Svundne Tider (demo)
- 2007 Tvende Ravne (single)
- 2007 Ravnenes Saga (album)
- 2010 Mulmets Viser (album)
- 2011 Maledictus Eris (album)